# Lanugo longuria
Lanugo longuria är en stekelart som beskrevs av Henry Keith Townes, Jr. 1962. Lanugo longuria ingår i släktet Lanugo och familjen brokparasitsteklar. Inga underarter finns listade i Catalogue of Life.